# Прохоров Микола Олександрович
Мико́ла Олекса́ндрович Про́хоров (12 березня 1990 — 29 серпня 2014) — солдат 93-ї окремої механізованої бригади Збройних сил України, учасник російсько-української війни.

## Короткий життєпис
Народився 1990 року в селі Любимівка (Михайлівський район, Запорізька область). Закінчив Любимівську ЗОШ; 2008-го — Михайлівське ВПУ № 52, здобув професії тракториста-машиніста та слюсаря-ремонтника. Хотів стати військовим. Проживав у селі Осипенко (Бердянський район). Проходив строкову службу в 2008—2009 роках водієм (у Львівській області).
2 квітня 2014 року пішов до лав ЗСУ у першу хвилю мобілізації. Солдат, стрілець 1-го батальйону, 93-тя окрема механізована бригада.
Загинув під Іловайськом під час прориву з оточення «зеленим коридором» на дорозі поблизу села Червоносільське — вогнепальна вибухова уламкова травма. 3 вересня 2014-го тіло Миколи Прохорова разом з тілами 96 інших загиблих у Іловайському котлі привезено до дніпропетровського моргу.
16 жовтня 2014-го тимчасово похований на Краснопільському цвинтарі Дніпропетровська, як невпізнаний Герой. Упізнаний за тестами ДНК.
У травні 2015 року ідентифікований за експертизою ДНК серед загиблих, похованих під Дніпропетровськом. Після проходження юридичних процедур 3 липня 2015 року перепохований у Любимівці.
Залишилися мама, дружина та донька 2012 р.н.

## Нагороди і вшанування
За особисту мужність і героїзм, виявлені у захисті державного суверенітету та територіальної цілісності України, вірність військовій присязі під час російсько-української війни, відзначений — нагороджений
- 16 січня 2016 року — орденом «За мужність» III ступеня (посмертно)[2]
- Його портрет розміщений на меморіалі «Стіна пам'яті полеглих за Україну» у Києві: секція 3, ряд 8, місце 29
- Вшановується 29 серпня на щоденному ранковому церемоніалі вшанування українських захисників, які загинули цього дня у різні роки внаслідок російської збройної агресії[3]
- у вересні 2015 року в Любимівській школі йому встановлено меморіальну дошку
- нагороджений орденом «За заслуги перед Запорізьким краєм» III ступеня (посмертно; 2017)